# 1717.
◄ | 17. stoljeće | 18. stoljeće | 19. stoljeće | ►
◄ | 1680-ih | 1690-ih | 1700-ih | 1710-ih | 1720-ih | 1730-ih | 1740-ih | ►
◄◄ | ◄ | 1714. | 1715. | 1716. | 1717. | 1718. | 1719. | 1720. | ► | ►►
Arhitektura • Astronomija • Biologija • Glazba • Kazalište • Kemija • Kiparstvo • Knjige • Književnost • Kršćanstvo • Medicina • Politika • Pravo • Promet • Slikarstvo • Znanost

## Događaji
- 2. kolovoza – Imotski oslobođen od turske vlasti, na dan Gospe od Anđela.
- 24. lipnja – Osnovana Velika loža Londona i Westminstera, prva moderna masonska velika loža.

## Rođenja
- 28. siječnja – Mustafa III., turski sultan († 1774.)
- 13. svibnja – Marija Terezija Austrijska, češka, ugarska i dalmatinsko-hrvatsko-slavonska kraljica, austrijska nadvojvotkinja († 1780.)

## Vanjske poveznice
|  | Zajednički poslužitelj ima još gradiva o temi 1717. |